# Asymmetrische Demobilisierung
Als asymmetrische Demobilisierung wird in der Politikwissenschaft eine Wahlkampfstrategie bezeichnet, die darauf abzielt, durch das Vermeiden von Stellungnahmen zu kontroversen Themen die potenziellen Wähler des politischen Gegners so weit zu demotivieren, dass sie vom Wahlgang absehen. Wenn nicht unbeabsichtigt gleichzeitig die eigenen Wähler demobilisiert werden, steigt der Stimmenanteil der Partei, die diese Strategie praktiziert. Das Sinken der Wahlbeteiligung wird bei Anwendung der asymmetrischen Demobilisierung billigend in Kauf genommen.

## Politikwissenschaftliche Forschung
Erstmals Anwendung fand der Begriff bei den Parlamentswahlen 2006 in Katalonien. Nachdem die Koalition aus PSC, ERC und der grün-alternativen ICV-EUiA aufgrund eines Streits über das neue Autonomiestatut von Katalonien zerbrach, hielt sich die CiU mit Inhalten deutlich zurück. Während die Regierungsparteien deutliche Verluste hinnehmen mussten, ging die CiU als gestärkte, stimmenstärkste Fraktion aus der Wahl hervor.
Im Rahmen des Wahlkampfes zur Bundestagswahl 2009 bezeichnete die Forschungsgruppe Wahlen die Wahlkampfstrategie von Angela Merkel und der CDU als „asymmetrische Demobilisierung“. Matthias Jung, der Chef der Forschungsgruppe Wahlen, sagte zum Wahlergebnis 2009, dass unter den gegebenen Rahmenbedingungen die Wahlkampfstrategie der CDU kaum zu verbessern gewesen wäre. Hauptziel sei es gewesen, dass enttäuschte SPD-Anhänger zu Hause blieben.
Der Politikwissenschaftler Andreas Blätte fügte den Begriff in eine Rational-Choice-Theorie der kalkulierten Wahlkampfstrategie ein: Die CDU wählte im Wahlkampf 2009 einen „restringierten Wahlkampfstil“, während die SPD einen „polarisierenden Wahlkampfstil“ wählte. Für beide Parteien war dies in Anbetracht der Kandidatenauswahl die nutzenmaximierende Strategie. So ergab sich, als Kombination beider Wahkampfstrategien, bei der Bundestagswahl 2009 ein „asymmetrisch-polarisierter Parteienwettbewerb“, der sich zugunsten der CDU richtete.
Jüngere Studien heben allerdings die Unerforschtheit des Phänomens asymmetrische Demobilisierung hervor. Die klassische politische Wahlforschung kennt, mit Ausnahme des Negative Campaigning vor allem Mobilisierungs-, aber keine Demobilisierungseffekte. Eine restringierte Wahlkampfstrategie kann allerdings demobilisierend wirken, indem sie mobilisierende Faktoren außer Kraft setzt. So bewirkt eine solche Strategie durch Übernahme politischer Programmpunkte des politischen Konkurrenten und durch nicht-provozierende Antworten auf Provokationen der konkurrierenden Partei, dass die Unterscheidbarkeit beider Parteien minimiert werden. Der einer Partei zugeneigte Wähler kann so nicht spezifisch zwischen beiden Parteien differenzieren und bleibt gegenüber den speziellen Aktivierungsversuchen seiner zugeneigten Partei unempfänglich; er entscheidet sich zur Nichtwahl. Ist die Wahlnorm in der Anhängerschaft der sich restringiert verhaltenden Partei stärker ausgeprägt, werden die Anhänger ihrer politischen Konkurrenz asymmetrisch demobilisiert und sie gewinnt an relativen Stimmanteilen.
Seitdem findet der Begriff weitere Verwendung in journalistischen Beiträgen zur Kommentierung der Bundestagswahlen 2013, 2017 und auch 2021. Im Zuge des Wahlkampfes zur Bundestagswahl 2017 bezeichnete der SPD-Kanzlerkandidat Martin Schulz die Strategie der asymmetrischen Demobilisierung als "Anschlag auf die Demokratie" und warf der Union vor, diese Strategie zu nutzen.

## Belege
1. 1 2  Matthias Jung, Yvonne Schroth, Andrea Wolf: Regierungswechsel ohne Wechselstimmung. In: Aus Politik und Zeitgeschichte. Nr. 51, 2009, S. 12–19.
2. ↑  Ignacio Lago, José Ramón Montero, Mariano Torcal: The 2006 Regional Election in Catalonia: Exit, Voice, and Electoral Market Failures. In: South European Society and Politics. Band 12, Nr. 2, 1. Juni 2007, ISSN 1360-8746, S. 221–235, doi:10.1080/13608740701306607.
3. ↑  Forschungsgruppe Wahlen: Bundestagswahl 2009. Eine Analyse der Wahl vom 27. September 2009. Institut für Wahlanalysen und Gesellschaftsbeobachtung, Mannheim 2009.
4. ↑  Matthias Jung: Merkels riskante Option. In: Cicero. 2009, abgerufen am 11. Dezember 2017.
5. ↑  Markus Feldenkirchen, René Pfister: „Regierungswechsel ohne Wechselstimmung“. Spiegel-Gespräch mit Wahlforscher Matthias Jung über die Krise des Parteiensystems. In: Der Spiegel Nr. 39, 22. September 2018, S. 44.
6. ↑  Andreas Blätte: Reduzierter Parteienwettbewerb durch kalkulierte Demobilisierung. In: Die Bundestagswahl 2009. VS Verlag für Sozialwissenschaften, 2010, ISBN 978-3-531-17476-1, S. 273–297, doi:10.1007/978-3-531-92494-6_14 (springer.com [abgerufen am 12. Dezember 2017]).
7. 1 2  Oliver Weber: Asymmetrische Demobilisierung. Warum Parteianhänger zu Nichtwählern werden. Research Gate, 8. Januar 2018.
8. ↑  Rüdiger Schmitt-Beck, Christian Mackenrodt: Social networks and mass media as mobilizers and demobilizers: A study of turnout at a German local election. In: Electoral Studies. Band 29, Nr. 3, S. 392–404, doi:10.1016/j.electstud.2010.03.011 (elsevier.com [abgerufen am 16. Januar 2018]).
9. ↑  Matthias Kamann: Angela Merkels asymmetrische Demobilisierung. In: WELT. 3. Mai 2013, abgerufen am 12. Dezember 2017.
10. ↑  Detlef Esslinger: Angela, die Asymmetrische. In: Süddeutsche Zeitung. 28. Juni 2017, abgerufen am 12. Dezember 2017.
11. ↑  Anja Maier: Treffen sich Drei. In: taz. 17. Juli 2017, abgerufen am 12. Dezember 2017.
12. ↑  Samira El Ouassil: Laschet, der Klimawandel des kleinen Mannes. In: spiegel.de. 8. Juli 2021, abgerufen am 18. Juli 2021.
13. ↑  Martin Schulz wirft Union Anschlag auf Demokratie vor. In: spiegel.de. Abgerufen am 13. April 2021.